# هوکسئوکسان
هوکسئوکسان (به لاتین: Heukseoksan) یک کوه در کره جنوبی است که در Jeollanam-do, South Korea واقع شده‌است. هوکسئوکسان ۶۵۰ متر بالاتر از سطح دریا واقع شده‌است.